# Mezinárodní den Falun Dafa
Mezinárodní den Falun Dafa připadá na 13. května. V tento den lidé po celém světě, kteří se věnují metodě pro rozvoj těla a mysli nazývané Falun Dafa (český přepis Fa-lun Ta-fa) nebo také Falun Gong (Fa-lun-kung), oslavují narození zakladatele metody pana Li Hongzhiho (Li Chung-č') a zároveň den prvního zveřejnění této metody na území Číny v roce 1992 ve městě Čchang-čchunu.
V tento den se pořádají slavnostní průvody v kostýmech a skupinové ukázky cvičení. Skupinová cvičení několika tisíc lidí jsou k vidění například na Tchaj-wanu v New Yorku, Kanadě, Německu nebo Austrálii.
Kromě oslav se také konají protestní shromáždění před čínskými konzuláty neboť v Číně jsou tamním režimem, Komunistickou stranou Číny, stoupenci Fa-lun-kungu tvrdě pronásledováni. 